# Cyathocalyx globosus
Cyathocalyx globosus là loài thực vật có hoa thuộc họ Na. Loài này được Elmer Drew Merrill mô tả khoa học đầu tiên năm 1903.

## Phân bố
Đặc hữu Luzon, Philippines.